# Болеславский, Ричард Валентинович
Ричард Валенти́нович Болесла́вский (пол. Ryszard Bolesławski, при рождении Ричард Стржезницкий (пол. Ryszard Srzednicki); 4 февраля 1889 года, Могилёв-Подольский, Подольская губерния, Российская империя — 17 января 1937, Лос-Анджелес, США) — русский, польский и американский актёр, режиссёр театра и кино, преподаватель актёрского мастерства.

## Биография

### Ранние годы жизни
Болеслав Ричард Стржезницкий родился в семье польского художника Валенты Стржезницкого. Позднее принял театральный псевдоним Ричард Болеславский. После смерти отца семья переехала в Одессу. Ещё во время учёбы в школе Ричард выступал в любительских спектаклях одесского «Польского очага» («Ognisku Polskim») и русской труппы, затем в спектаклях русской передвижной группы. Учился в Новороссийском, затем в Московском университетах.

### Работа в Московском Художественном театре

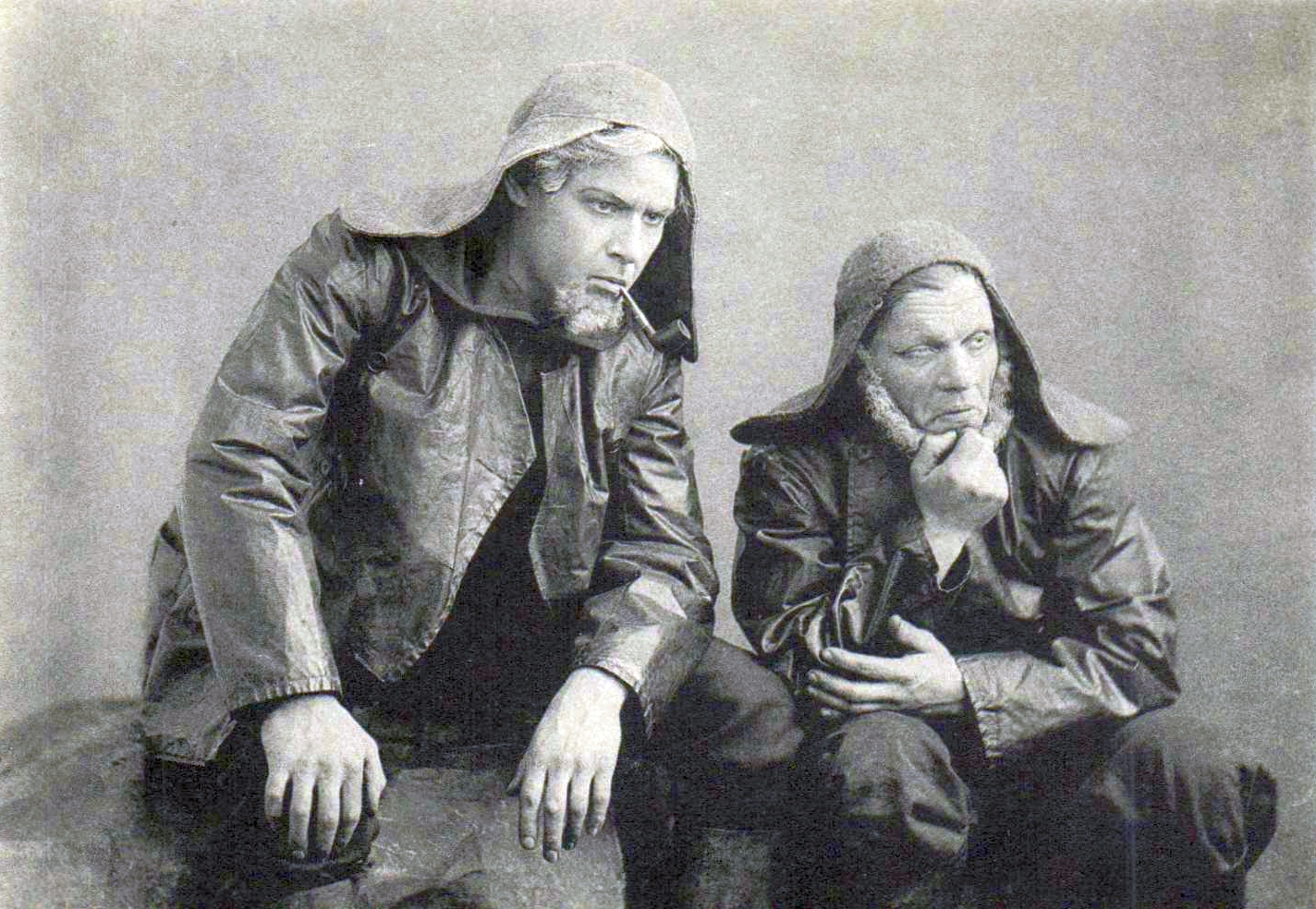
Р. В. Болеславский и С. М. Сапунов в спектакле «Бранд» (по Г. Ибсену) Московского Художественного театра

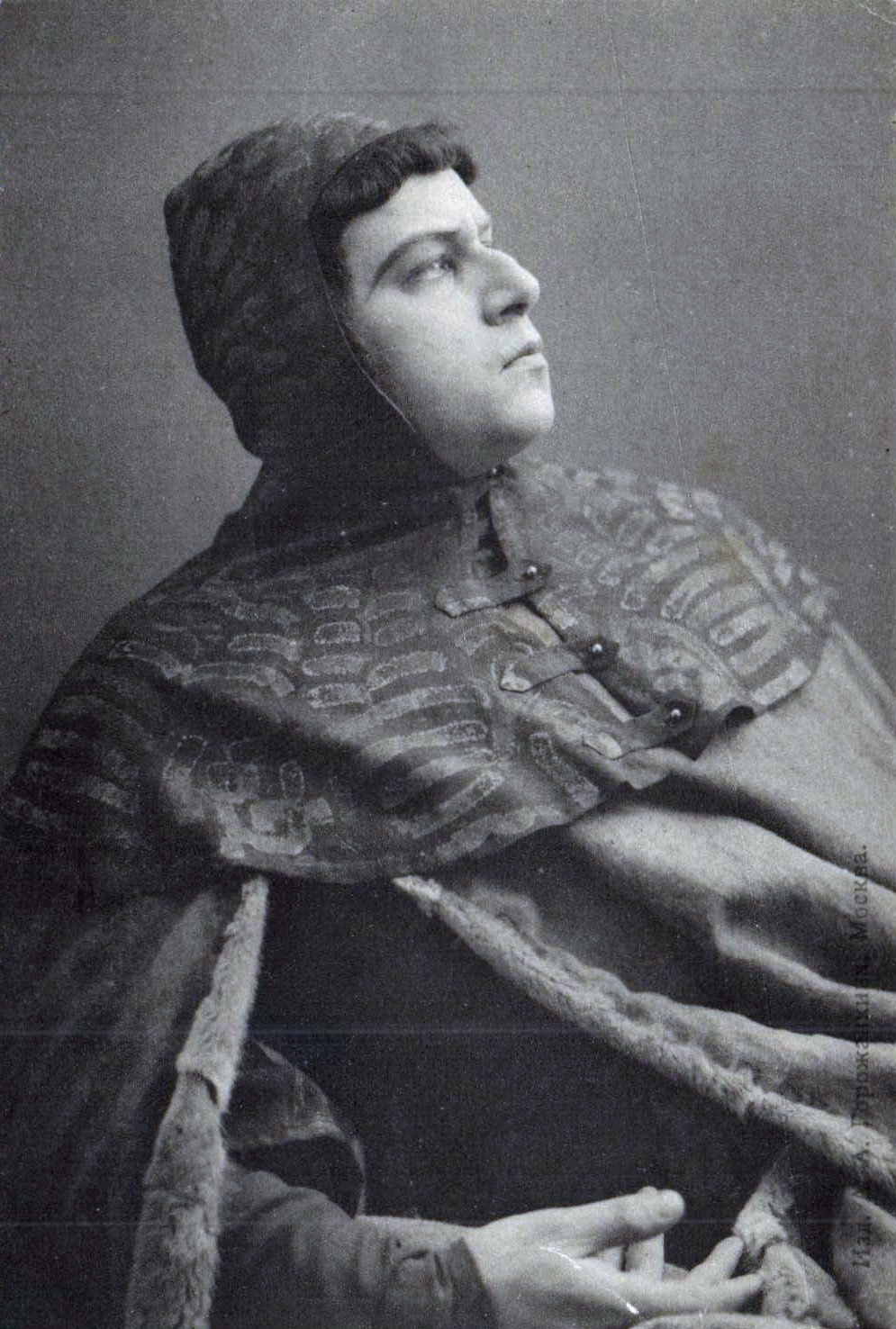
Р. В. Болеславский в роли Лаэрта. Спектакль «Гамлет», Московский Художественный театр, 1912

С 1908 года — актёр Московского Художественного театра, в котором сыграл двадцать ролей. В 1909 году успешно дебютировал в большой роли Беляева в пьесе И. С. Тургенева «Месяц в деревне». В 1911 году с успехом сыграл Лёвку в пьесе С. С. Юшкевича «Miserere», Лаэрта в «Гамлете» У. Шекспира, в 1914 году — Фабрицио в «Хозяйке гостиницы» К. Гольдони. Среди других ролей — Пан Врублевский в «Братьях Карамазовых» по роману Ф. М. Достоевского (1910), адвокат Петрушин в «Живом трупе» Л. Толстого (1911), Аслак в «Пер Гюнте» Г. Ибсена (1912), Альсид в «Браке поневоле» Мольера (1913), Барановский в «Осенних скрипках» И. Сургучева.
Один из основателей и организаторов 1-й студии МХТ, где поставил «Гибель „Надежды“» Г. Хейерманса (1913), «Калики перехожие» В. Волькенштейна (1914). Одновременно сыграл Вильгельма в «Празднике жизни» Г. Гауптмана (1913), сэра Тоби в «Двенадцатой ночи» Шекспира (1917).
Летом 1914 года совершил путешествие в Испанию и Италию, побывал в Австрии и Швейцарии.

### Работа в кино
В 1914 году Болеславский дебютировал в кино в роли художника Волина в фильме Якова Протазанова «Мимо жизни» («Сказка жизн»и) и танцора в фильме «Танец вампира». В 1915 году поставил свои первые фильмы: «Три встречи», «Ты ещё не умеешь любить», затем последовали «Семья Поленовых», «Не разум, а страсть правят миром», «Домик на Волге».

### Первая мировая война
В 1916 году ушёл добровольцем на фронт, воевал в составе Первого уланского полка (Польского), был ранен. В 1918 году вернулся в студию. Позднее он написал две книги воспоминаний об этом времени.

### Работа в польских театрах и кино
В январе 1920 уехал в Польшу, где начал работать в Большом театре в Познани. Поставил в своем оформлении «Потоп» Ю.-Х.Бергера. Затем поступил актером и режиссёром в варшавский Театр Польский, где поставил «Мещанина во дворянстве» Мольера (совм. с Л. Шиллером, 1920), «Романтиков» Э. Ростана (исполнил роль Стафореля, 1920), «Милосердие» К. Ростворовского (1920), «Потоп» (исполнил роль О’Нила, 1920), «Рюи Блаз» В. Гюго (1921), «Кики» Л.-Б. Пикара (1921).
В 1920 Болеславский поставил несколько короткометражных пропагандистских фильмов, направленных против Советской России, и на киностудиях «Сфинкс» и «Ориантфильм» два больших художественных фильма: «Героизм польского скаута» (Bohaterstwo Polskiego Skauta) и «Чудо на Висле» (Cud nad Wisłą).

### В США
Не сумев получить постоянное место руководителя Городского театра в Лодзи (май 1921), Болеславский уехал из Польши и вскоре присоединился к находившейся в Праге качаловской группе Художественного театра. Осенью 1922 году он присоединился к труппе МХТ во время гастролей в США и там остался после её отъезда в Москву.
В 1923 году основал в Нью-Йорке American Laboratory Theatre (ALT). Первоначальное его планом было за три года подготовить труппу актёров, с которой начать представления как репертуарный театр, но представления начались несколько раньше, через два года. Поэтому лабораторный театр состоял из двух частей: действующего театра и школы при нём, где готовились актёры, следуя системе Станиславского. Кроме самого Болеславского ключевым педагогом ALT была актриса МХТ Мария Успенская. Программа обучения актёров включала в себя развитие внешних и внутренних выразительных средств. Первое включало в себя обучение танцу, балету, ритмике Далькроза, фехтованию, пантомиме, фонетике, декламации и гриму. Второе — развитие чувств, воображения и памяти актёра.
Поставил «Три мушкетера», «Укрощение строптивой», «Макбет», «Миракль». ALT действовал до 1930—1933 годов, когда Болеславский переехал в Голливуд, чтобы работать в кино. Примерно в это время он женился на американской драматической актрисе Норме Друри.
В ALT учились Ли Страсберг, Стелла Адлер и Гарольд Клурман, которые стали основателями известного целой плеядой вышедших из него звёзд и левой антикоммерческой направленностью «Группового Театра» (en:Group Theatre (New York)). Поэтому «Групповой театр» часто рассматривается как продолжение направления «Лабораторного театра» Болеславского.
Скончался 17 января 1937 года.

### Фильмография
- 1915 — Ты еще не умеешь любить, в России
- 1918 — Три встречи, в России
- 1918 — Хлеб, в России
- 1920 — Героизм польского скаута / Bohaterstwo Polskiego Skauta, в Польше
- 1920 — Чудо на Висле / Cud nad Wisłą (The Miracle at the Vistula), в Польше
- 1929 — The Grand Parade, в США, Голливуде
- 1929 — Королева Келли / Queen Kelly, с Эрихом фон Штрогеймом, в титрах не указан
- 1929 — The Last of the Lone Wolf
- 1929 — Девушка-сокровище / Treasure Girl
- 1929 — Весёлый дипломат / The Gay Diplomat
- 1929 — Woman Pursued
- 1932 — Распутин и императрица / Rasputin and the Empress
- 1932 — Beauty for Sale
- 1932 — Буря на закате / Storm at Daybreak
- 1932 — Беглые любовники / Fugitive Lovers
- 1933 — Красота на продажу / Beauty for Sale
- 1934 — Голливудская вечеринка / Hollywood Party
- 1934 — Человек в белом / Мужчина в белом / Men in White
- 1934 — Тайна мистера Икс / The Mystery of Mr. X
- 1934 — Агент номер 13 / Operator 13
- 1934 — Разрисованная вуаль (The Painted Veil).
- 1935 — Клайв Индийский / Clive of India
- 1935 — Отверженные / Les Miserables / Les Misérables
- 1935 — Метрополитен / Metropolitan
- 1935 — Мальчишка О’Шонесси / O’Shaughnessy’s Boy
- 1935 — Сады Аллаха / The Garden of Allah
- 1935 — Теодора сходит с ума / Theodora Goes Wild
- 1936 — Три крёстных отца / Three Godfathers
- 1936 — Конец миссис Чейни / The Last of Mrs.Cheyney

## Литературное творчество
Написал роман-воспоминание о боях польских уланов в России в конце первой мировой войны («The Way of the Lancer» 1932) и его продолжение о времени революции («Lances down», 1935).
Ричард Болеславский меж огней в Москве 1917-го. Главы из книги Р. В. Болеславского «Пики вниз: Меж огней в Москве» / Публ., вступит. статья, коммент. и перевод С. Д. Черкасского // Мнемозина. Документы и факты из истории отечественного театра XX века. Вып. 7 / Ред.-сост. В. В. Иванов. М.: Индрик, 2019. С. 93-196.
В 1935 году издал книгу Acting: the first six lessons (Искусство актера, первые шесть уроков), которая выдержала несколько изданий.
Умер в Лос-Анджелесе 17 января 1937 года. Вклад Болеславского в кинематограф был отмечен звездой с его именем на Голливудской аллее славы. Номер его персональной Звезды — 7021.